# Gran Premio Miguel Indurain 2012
Il Gran Premio Miguel Indurain 2012, cinquantaseiesima edizione della corsa e quattordicesima con questa denominazione, valida come evento dell'UCI Europe Tour 2012 categoria 1.HC, si svolse il 31 marzo 2012 su un percorso di circa 179,3 km. Fu vinto dallo spagnolo Daniel Moreno, che terminò la gara in 4h54'34",alla media di 36,52 km/h.
All'arrivo 85 ciclisti portarono a termine il percorso.

## Squadre e corridori partecipanti
| N.      | Cod. | Squadra                   |
| ------- | ---- | ------------------------- |
| 1-10    | EUS  | Euskaltel-Euskadi         |
| 11-19   | KAT  | Katusha Team              |
| 21-28   | GRM  | Team Garmin-Barracuda     |
| 31-40   | MOV  | Movistar Team             |
| 41-50   | CJR  | Caja Rural                |
| 51-57   | ALM  | AG2R La Mondiale          |
| 61-68   | LIQ  | Liquigas-Cannondale       |
| 71-80   | ORB  | Orbea Continental         |
| 81-90   | ACG  | Andalucía                 |
| 91-100  | BUR  | Burgos BH-Castilla y Leon |
| 101-108 | SAX  | Team Saxo Bank            |

## Ordine d'arrivo (Top 10)
| Pos. | Corridore       | Squadra       | Tempo    |
| ---- | --------------- | ------------- | -------- |
| 1    | Daniel Moreno   | Katusha Team  | 4h54'34" |
| 2    | Mikel Landa     | Euskaltel     | a 2"     |
| 3    | Ángel Madrazo   | Movistar Team | a 7"     |
| 4    | Rui Costa       | Movistar Team | s.t.     |
| 5    | Dominik Nerz    | Liquigas      | a 9"     |
| 6    | Sérgio Paulinho | Saxo Bank     | a 14"    |
| 7    | Danail Petrov   | Caja Rural    | a 17"    |
| 8    | Damiano Caruso  | Liquigas      | a 23"    |
| 9    | David Zabriskie | Garmin        | s.t.     |
| 10   | Ėduard Vorganov | Katusha Team  | s.t.     |